# コスモポリタン (雑誌)
『コスモポリタン』（COSMOPOLITAN、通称 COSMO)は、月刊雑誌。1886年にアメリカで創刊後かなりの期間は文芸中心の家庭向け総合雑誌だったが、現在では女性向けのファッション雑誌として、スペイン語、スウェーデン語、ルーマニア語、ロシア語およびフランス語などといった32の言語で発刊され、世界の100以上の国と地域に流通している。日本では、コスモポリタン日本版のウェブサイトが運営されていたが、2024年5月8日付で閉鎖された。

## 歴史

### 家庭誌時代
『コスモポリタン』は1886年、家族向けの雑誌としてSchlicht & Fieldにより創刊された。当時の誌名はThe Cosmopolitanである。
Paul Schlichtは、創刊号の読者に向けて、この出版物は「一流の家族誌」であり、ファッション、家庭装飾、料理、育児など特に女性向けの内容や家族の子ども向けの内容を持つだろう、と述べた。
その年、コスモポリタンの発行部数は25,000部に達したが、Schlicht & Field は1888年3月までに雑誌発行から手を引いてしまう。John Brisben Walkerは1889年にこの雑誌を買収し、以前Harper's Monthlyに携わっていたE. D. Walker が新しい編集長となって、カラーイラストや連載もの、書評などを導入した。コスモポリタンは、アニー・ベサント、アンブローズ・ビアス、セオドア・ドライサー、ラドヤード・キップリング、ジャック・ロンドン、Edith Whartonなどの小説をどんどん掲載するようになる。1892年までに発行部数は75,000部にのぼった。
1897年、コスモポリタンは無料の通信教育計画を発表した。完全無料、経費はコスモポリタン持ち、条件はただ、所定時間を勉強すると誓約することだけである。たちまち2万人が登録し、ウォーカー編集長は経費に困り、生徒にひとり年間20ドル支払うよう求める事になった。H・G・ウェルズのThe War of the Worlds （1897年）、First Man in the Moon（1900年）も連載された。Olive Schreinerはボーア戦争について長い記事を投稿した。
1905年、ウィリアム・ランドルフ・ハーストはコスモポリタンを40万ドルで買収（2006年の価格に換算すると1000万ドル相当）、ジャーナリストのCharles Edward Russellを迎えた。Russellは"The Growth of Caste in America" (1907年3月), "At the Throat of the Republic" (1907年12月 - 1908年3月)、"What Are You Going to Do About It?" (July, 1910年7月 - 1911年1月)、"Colorado - New Tricks in an Old Game" （1910年）などを書いた。
この時期には他にも、Alfred Henry Lewis、シンクレア・ルイス、A・J・クローニン、David Graham Phillips、ジョージ・バーナード・ショー、アプトン・シンクレア、イーダ・ターベルの寄稿を受けている。イラストではFrancis Attwood、Dean Cornwell、ジェームズ・モンゴメリー・フラッグ、ハリソン・フィッシャーなど。
1930年代には発行部数は170万部を数え、コスモポリタンの広告収入は500万ドルにのぼった。コスモポリタンはフィクションに力を入れ、短編小説や連載小説などを数多く掲載。第二次大戦中の発行部数は200万部に達した。
1950年代になると、コスモポリタンは小説の分量を減らし始める。1955年までに発行部数は100万部そこそこに落ちた。当時は台頭するペーパーバックとテレビに雑誌が押されぎみになっていた。巨大市場としての雑誌の黄金時代は終焉を迎え、総合雑誌は特定読者をターゲットとする専門雑誌に取って代わられた。

### ブラウン編集長時代
『コスモポリタン』の発行部数はさらに減少を続けた。1965年、ヘレン・ガーリー・ブラウン（Helen Gurley Brown）が編集長に就任し、この雑誌の編集方針を変換した。1970年代初めには、コスモポリタンは女性誌になり、ビキニや胸元の大きく開いたドレス姿の女性のセクシーな写真が表紙を飾る事となった。ブラウンは婚前交渉する独身女性に、同じような女性は国中にいると示そうとした。
ブラウンが編集長になってしばらくは、コスモポリタンは非難の的となった。かつて文芸中心の家庭誌だった『コスモポリタン』が発する過激なメッセージに多くの人が衝撃を受けたのである。しかしブラウンは意に介さず、自分の構想どおりの雑誌を作り続けた。
1972年4月、『コスモポリタン』は、当時無名俳優だったバート・レイノルズのセミヌード写真を中央の折込に掲載した。これは当時としては大変にスキャンダラスなことであった。掲載号は大きな論争を呼び、『コスモポリタン』とレイノルズをアメリカのポップカルチャーの最先端に押し上げた。
1978年4月、男性向けに『コスモポリタン マン』(Cosmopolitan Man)が単発で試行的に発行された。ジャック・ニコルソンとAurore Clémentが表紙を飾った。1989年にコスモポリタン別冊として2回発行された。

## 今日のコスモポリタン
近年はさらにセクシー路線に突き進んでいる。1970年代に発行が始まった英国版では、セクシー路線も露骨を極め、男性ヌードやレイプの話題までカバーする。十代の女性をターゲットとするCosmoGIRL!という姉妹誌も発行されている。
過激なセックス記事に反対する運動もあり、2012年、版元の経営者一族のひとり、ヴィクトリア・ハースト（ウィリアム・ランドルフ・ハーストの孫）も反対運動を支援する声明を発表した。彼女らの主張は、記事の取りやめではなく、こうした記事が少女たちの心を傷つけ、悪影響を与えるため、販売を大人に限るべきだ、というもの。
『コスモポリタン』はセックス分野の助言で知られるが、実際にはそれ以外の分野の知識提供やファッション、美容などの最新ニュースに重点を置いている。
現在では、スペイン語、ポルトガル語、ヘブライ語、スウェーデン語、ブルガリア語、ルーマニア語、ロシア語、ドイツ語、フランス語、イタリア語、韓国語、インドネシア語などといった32の言語で発刊され、世界の100以上の国と地域に流通している。

### コスモポリタンのテレビチャンネル
Corus Entertainmentと『コスモポリタン』発行元のハースト・コーポレーションは、2008年からカナダで18歳から34歳の女性をターゲットにしたテレビチャンネルを企画中である。
.
このチャンネルは、ラテンアメリカでは90年代からすでに放送開始している。

### 各国におけるコスモポリタン
ロシア語版
 Космополитена  - ロシアの出版社Independent Media Sanoma Magazinesがロシア語版を編集・発行している。。ロシア語版の発行所 Independent Media Sanoma Magazines は、ハーパーズ バザー（Harper's BAZAAR）も発行している。
日本語版
『COSMOPOLITAN 日本版』は、集英社から1979年9月に雑誌『MORE』の特別編集「コスモポリタン号」として発行されたのち、1980年5月に6月号として創刊。編集発行人は茅野力造。創刊特集は「もっとロマンチックな恋をしよう」、「もっとリアルに仕事とかかわろう」だった。
発行時には毎号、著名な女性（たとえば2005年3月号はネイリストの黒崎えり子）が表紙を飾り、彼女たちへのインタビュー記事も掲載されていた。日本版創刊以来、長らく欧米人モデルが表紙を飾っていたが2000年前後あたりから日本人女優らが毎号表紙を飾るようになってから、発行部数が伸び悩び始めた。2005年12月20日発売の2月号をもって廃刊となっている。
2016年1月、ハースト婦人画報社によりコスモポリタンオンライン版の提供が開始された。2024年3月15日、同月末で新規記事の配信やSNS投稿を終了することを発表。サイトも同年5月8日付で閉鎖された。
シンガポール版
『コスモポリタン』はシンガポールでは2004年まで発行を禁止されていた。

## ギャラリー

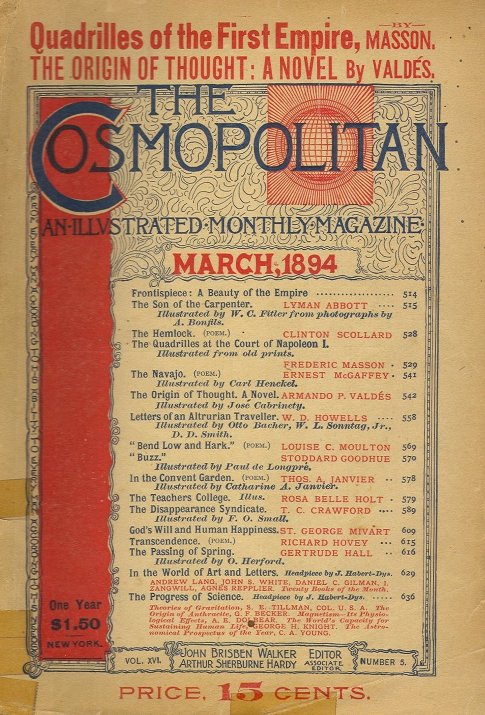
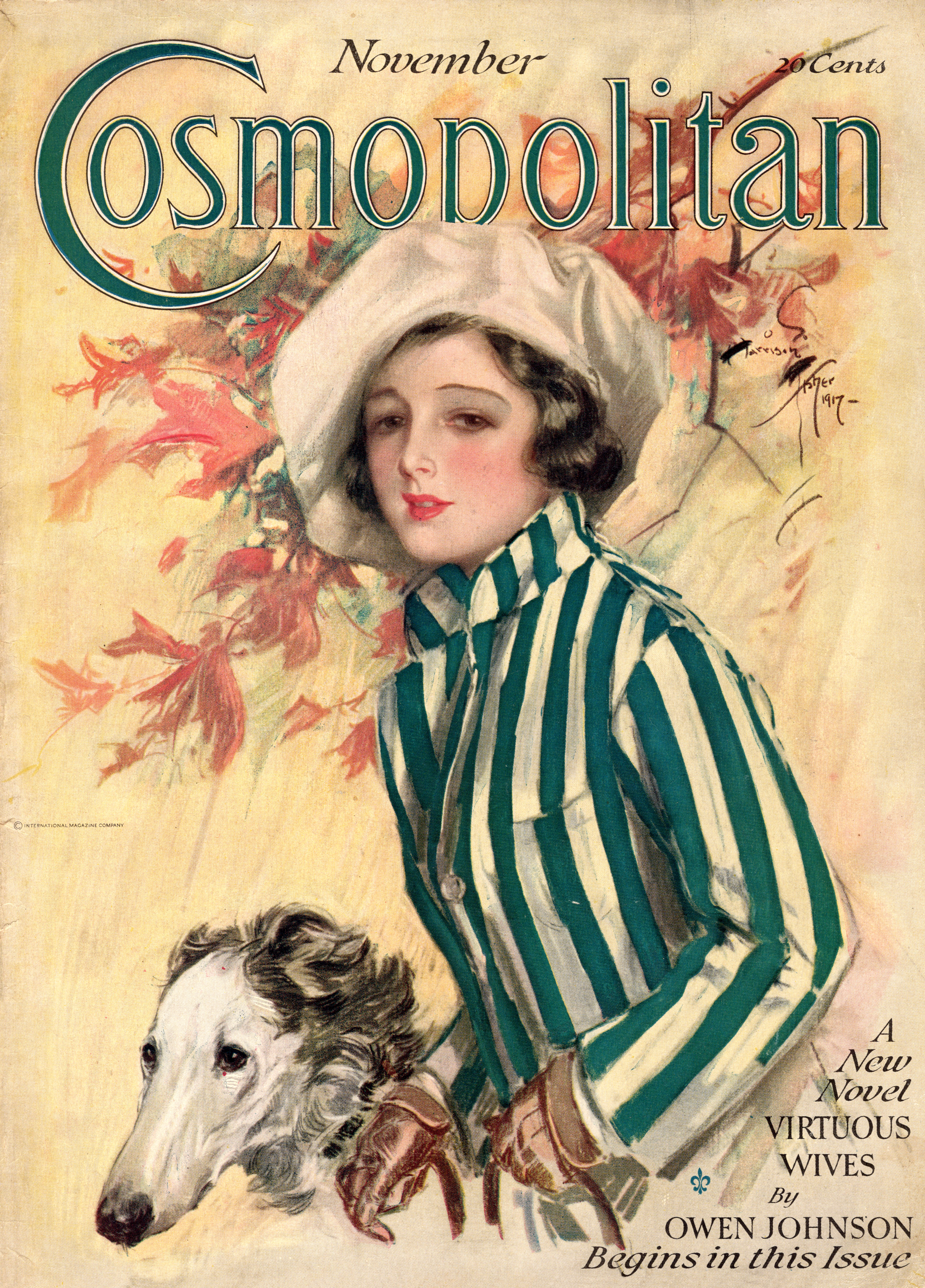